# (143751) 2003 US292
(143751) 2003 US292 est un objet transneptunien en résonance 3:5 avec Neptune.

## Caractéristiques
2003 US292 mesure environ 84 km de diamètre.

## Orbite
L'orbite de 2003 US292 possède un demi-grand axe de 42,532 ua et une période orbitale d'environ 277 ans. Son périhélie l'amène à 31,527 ua du Soleil et son aphélie l'en éloigne de 53,537 ua. Il possède une résonance 3:5 avec Neptune.

## Découverte
2003 US292 a été découvert le 24 octobre 2003.